# Grote Theaterfestivalprijs
De Grote Theaterfestivalprijs is een theaterprijs, uitgereikt op Het Theaterfestival aan "de meest belangwekkende voorstelling van het afgelopen seizoen". Er is een geldbedrag aan verbonden. Tot 1995 heette de prijs de Dommelsch Theaterprijs.

## Winnaars
- 2004: Achter 't eten van Eric De Volder / Ceremonia, Het Muziek Lod, Zuidpool
- 2003: Vraagzucht van tg STAN
- 2002: Ola Pola Potloodgat van Pascale Platel en Randi De Vlieghe / BRONKS
- 2001: Übung van Josse De Pauw / Victoria
- 2000: De Cid, Toneelgroep Amsterdam
- 1999: My dinner with Andre van STAN en De Koe.
- 1998: Hamlet, De Theatercompagnie
- 1997: Twee stemmen, ZT Hollandia
- 1996: Caligula van Ivo Van Hove / Het Zuidelijk Toneel
- 1995: Who's afraid of Virginia Woolf van Dirk Tanghe / Malpertuis

Dommelsch Theaterprijs
- 1994: Joko, Blauwe Maandag Compagnie
- 1993: Friedrichswald en OVERGEWICHT, onbelangrijk: VORMELOOS, De Trust
- 1992: Stuk zonder titel (Platonov), Onafhankelijk Toneel
- 1991: Café Lehmitz, Carver / Onafhankelijk Toneel
- 1990: Strange Interlude, Blauwe Maandag Compagnie / Noordelijk Theater De Voorziening
- 1989: Nachtwake, Het Zuidelijk Toneel / Blauwe Maandag Compagnie
- 1988: Romeo en Julia van Dirk Tanghe / Koninklijke Vlaamse Schouwburg
- 1987: Geen winnaar; slechts selectie